# Příbram
Příbram è un comune ceco di 34 068 abitanti.
Příbram (in tedesco Pibrans) è una città della Repubblica Ceca, capoluogo del distretto omonimo, in Boemia Centrale.

## Amministrazione

### Gemellaggi
- Villerupt, dal 1989
- Čechov, dal 1989
- Hoorn, dal 1992
- Freiberg, dal 1999
- Kežmarok, dal 1997
- Königs Wusterhausen
- Altötting
- Ledro, dal 2008

## Sport

### Calcio
La squadra principale della città è il 1. Fotbalový Klub Příbram.